# Верхний Катрух
Верхний Катрух (лак. Ялу ЧӀатӀлух) — лакское село в Рутульском районе Дагестана.
Образует сельское поселение село Верхний Катрух как единственный населённый пункт в его составе.

## Географическое положение
Расположено на северном склоне Самурского хребта в долине реки Хиривалю, в 29 км северо-западнее районного центра села Рутул.

## История
Село Верхний Катрух возникло примерно 300 лет назад на рутульской территории.Сурхай-хан l уступив власть Муртузали-хану проживал некотрое время в своей резиденции в Катрухе а перед эти ещё будучи ханом во времена войны дагестанцев против иранцев и кызылбашей Сурхай-хан руководя газикумумухской армией и ведя боевые действия, отослал свою семью,  много денег и имущества в Катрух.
Верхний Катрух также как и Нижний Катрух, Аракул входило в рутульский Ихрекский магал Казикумухского ханства

## Население
| 1895 | 1926 | 1939 | 1970 | 1989 | 2002 | 2010 |
| ---- | ---- | ---- | ---- | ---- | ---- | ---- |
| 207  | ↘169 | ↗312 | ↗379 | ↘369 | ↗461 | ↘429 |
| 2012 | 2013 | 2014 | 2015 | 2016 | 2017 | 2018 |
| ↘415 | ↘396 | ↘378 | ↘376 | ↘371 | ↗374 | ↘366 |
| 2019 | 2020 | 2021 | 2023 | 2024 | 2025 |      |
| ↘363 | →363 | ↗391 | ↘388 | ↗390 | ↘386 |      |

Моноэтническое лакское село.

## Культура

### Традиционная одежда
В селах Катрух и Аракул лакцы традиционно носили заимствованную у рутульцев обувь, которая ничем не отличалась от рутульской и была неизвестна на территории компактного проживания лакцев.. В качестве теплой обуви в Катрухе и Аракуле носили вязаные сапоги рутульского типа.. 
Костюм женщин Аракула и Катруха подвергся влиянию одежды рутулок.. Одни из примеров такого влияния является передник «мейзар», являющийся неотъемлемой частью женского традиционного костюма жительниц Аракула и Катруха.